# Прокурор (фильм, 1941)
«Прокурор» — советский фильм 1941 года режиссёра Евгения Иванова-Баркова.

## Сюжет
Туркменская комсомолка Джерен узнает, что её жених Чары, выполняя по указанию своего отца законы адата, отдал за неё калым. Девушка порывает с любимым. Отец Чары, считая что отказом выйти замуж и возвращением калыма девушка нарушила обычаи, говорит, что только кровь может смыть оскорбление, нанесённое мужчине. Джерен рассказывает об угрозе прокурору Бергеновой, которая приезжает в городок и пытается разъяснить жителям пережитки обычаев адата, и недопущение наказаний за их невыполнение. Но преступление совершается — Джерен тяжело ранена ударом ножа. Подозрения падают на Чары. Бергенова выступает обвинителем по его делу, и не изменяет своему долгу и требует для подсудимого наказания даже когда внезапно узнаёт, что Чары — её сын, украденный двадцать лет назад басмачом Сапар-баем. И только признание мнимого отца Чары в покушении на Джерен спасает юношу. Бергенова вновь обретает сына, а Джерен — жениха.

## В ролях
- Наталья Ефрон — Язгуль Бергенова, прокурор республики
- Нина Алисова — Джерен, студентка педучилища, комсомолка
- Алты Карлиев — Чары Халанов, шофёр, её жених
- Аман Кульмамедов — Башлыгы, судья
- Сарры Каррыев — Керим Сары
- Базар Аманов — Сапар-бай
- Сона Мурадова — Огульбике Халанова
- К. Кульмамедов — Нури Халанов
- А. Бердыева — Огульдурсун

## Съёмки
Сценарий фильма написал выпускник сценарного факультета ВГИКа, будущий писатель Никита Шумило — после войны он переработал сценарий в повесть «Прокурор республики».
Текст песен для фильма написал Константин Липскеров.
Съёмки фильма пришлись на начало Великой Отечественной войны; актёры Алты Карлиев, Нина Алисова, Сурай Мурадова и Аман Кульмамедов опубликовали заявление о перечислении зарплаты в фонд обороны: «Работая сейчас над фильмом „Сын прокурора“, мы одновременно просим считать нас мобилизованными на съёмки военных и антифашистских короткометражек».

## О фильме
Фильм вышел на экраны 25 декабря 1941 года. Фильм получил в республике большой общественный резонанс, но кассовые сборы пострадали из-за военного времени.
Как отмечала киновед Х. Н. Абул-Касымова в этом фильме режиссёр продолжил тему предыдущего фильма «Дурсун»: «снова судьба женщины легла в основу кинопроизведения», и фильм был его своеобразным продолжением — главную роль девушки-туркменки снова сыграла Нина Алисова, однако, в этом фильме «больше чувствовался ораторский пафос».
Формально тема фильма: о борьбе передовой туркменской женщины с пережитками феодализма, о советском правосудии, новой социалистической морали.
Историки кино относят этот фильм к жанру мелодрамы: «мелодрама на тему прав женщин на равенство в современном Туркменистане», лишь затрагивающий тему:

Ответственность этой задачи осознана режиссёром. Однако художник не справился с поставленной задачей. Картина не вышла за пределы мелодраматической истории.— Режиссура туркменского художественного кино / Г. Г. Агаева; АН ТССР, Институт истории им. Ш. Батырова. - Ашхабад: Ылым, 1985. - 125 с. - стр. 19

Мелодраматическая история, хорошо выписанная по персонажам и точно оркестрованная драматургически.— киновед С. В. Трымбач